# Paulette Goddard
Marion Levy, coneguda com a Paulette Goddard (Whitestone Landing, Long Island, Nova York, 3 de juny de 1910 - Ronco sopra Ascona, Suïssa, 23 d'abril de 1990), fou una actriu estatunidenca.

## Biografia
Va començar la seva carrera professional com a model publicitària i, després, com a integrant de la companyia musical Ziegfeld Follies de Florenz Ziegfeld. Després de casar-se amb el milionari Edgar James, es va traslladar a viure a Hollywood. A començaments dels anys 30 va participar en papers secundaris en obres com City Streets (1931) de Rouben Mamoulian amb Gary Cooper i Sylvia Sidney, o The Kid from Spain (1932) de Leo McCarey al costat d'Eddie Cantor.
El 1936 va rodar, al costat de Charlie Chaplin, Modern Times (1936), l'última pel·lícula en què apareix Charlot com a personatge. Després del rodatge de la pel·lícula es van casar en una cerimònia secreta. Quatre anys després van tornar a rodar junts un nou film, The Great Dictator (1940), pel·lícula crítica contra el nazisme alemany i, per extensió, contra tots els feixismes i dictadures. Aquests dos títols són dues de les obres mestres del genial director, la qual cosa, però, no va evitar que aquell mateix any el matrimoni es trenqués.
Durant aquell temps va actuar en altres pel·lícules importants com The Women (1939), de George Cukor, al costat de Norma Shearer, Joan Crawford, Rosalind Russell i Joan Fontaine, o en una comèdia dirigida per Elliott Nugent al costat del còmic Bob Hope, The cat and the canary (1939).
En la dècada dels 40 va rodar la majoria de les seves pel·lícules, destacant en el musical Second Chorus (1940), dirigit per H.C. Potter i protagonitzat per Fred Astaire i Burgess Meredith, amb qui va contreure matrimoni poc després malgrat rebutjar el seu personatge al film; The Ghost Breakers (1940) de nou amb Bob Hope; Hold Back the Dawn (1941) de Mitchell Leisen, al costat de Charles Boyer i Olivia de Havilland en un dels melodrames daurats de la dècada; Reap the Wild Wind (1942) i Suddenly, It's Spring (1947) ambdues de Cecil B. DeMille, la primera en companyia de John Wayne, Robert Preston i Susan Hayward, i la segona al costat de Gary Cooper; So Proudly We Hail! (1943) de Mark Sandrich i per la qual va ser nomenada a un Oscar a la millor actriu secundària, actuant al costat de Veronika Lake; Kitty (1945) de Mitchell Leisen, melodrama de factura clàssica en què va realitzar una de les seves millors interpretacions; The Diary of a Chambermaid (1946) de Jean Renoir, que va produir al costat del seu marit d'aquell moment, Burgess Meredith, sobre la novel·la d'Octave Mirbeau i que roman com una de les joies de Renoir en la seva etapa nord-americana; An Ideal Husband (1947) d'Alexander Korda, unànimament elogiada com la millor versió de l'obra teatral homònima d'Oscar Wilde.
Als anys 50 i 60 va sorprendre per voler continuar en actiu professionalment, en una època en què les actrius es retiraven en complir els 40-50 anys. D'aquesta època daten les seves aparicions en algunes produccions televisives i destaca la seva participació a Gli indiferenti, rodada a Itàlia el 1966 per Francesco Rossi, en la qual compartia cartell amb Rod Steiger i Shelley Winters.

## Filmografia
- The Locked Door (1929)
- City Streets (1931)
- The Girl Habit (1931)
- Ladies of the Big House (1931)
- The Mouthpiece (1932)
- L'avi de la criatura (Pack Up Your Troubles) (1932)
- The Kid from Spain (1932)
- The Bowery (1933)
- Roman Scandals (1933)
- Kid Millions (1934)
- Modern Times (1936)
- The Bohemian Girl (1936)
- The Young in Heart (1938)
- Dramatic School (1938)
- The Women (1939)
- The Cat and the Canary (1939)
- The Ghost Breakers (1940)
- The Great Dictator (1940)
- North West Mounted Police (1940)
- Second Chorus (1940)
- Pot o' Gold (1941)
- Hold Back the Dawn (1941)
- Nothing But the Truth (1941)
- The Lady Has Plans (1942)
- Reap the Wild Wind (1942)
- The Forest Rangers (1942)
- Star Spangled Rhythm (1942)
- The Crystal Ball (1943)
- So Proudly We Hail! (1943)
- Standing Room Only (1944)
- I Love a Soldier (1944)
- Duffy's Tavern (1945)
- Kitty (1945)
- The Diary of a Chambermaid (1946)
- Suddenly, It's Spring (1947)
- La noia de varietats (Variety Girl) (1947)
- Unconquered (1947)
- An Ideal Husband (1947)
- On Our Merry Way (1948)
- Hazard (1948)
- Bride of Vengeance (1949)
- Anna Lucasta (1949)
- The Torch (1950)
- Babes in Bagdad (1952)
- Vice Squad (1953)
- Sins of Jezebel (1953)
- Paris Model (1953)
- Charge of the Lancers (1954)
- A Stranger Came Home (1954)
- Time of Indifference (1964)